# Oltar svete Trojice
Oltar svete Trojice, znan tudi pod imenom Oltarne table svete Trojice, je sklop štirih slik v olju na lesu, katere naj bi bile naročene za Trinity College Kirk v Edinburghu na Škotskem konec 15. stoletja.
Delo je pripisano flamskemu umetniku Hugu van der Goesu in verjetno predstavlja notranjo in zunanjo ploščo kril triptiha. Domnevna osrednja plošča naj bi bila izgubljena. Slika v cerkvi je bila 17. maja 1516 opisana kot 'tabla', ko jo je John Stewart, vojvoda Albany, daroval pri velikem oltarju na praznik svete Trojice.
Delo predstavlja redek primer škotske verske umetnosti, ki je preživelo ikonoklazem reformacije in zagotavlja izjemno dragoceno povezavo med škotsko zgodovino in širšo renesanso v Evropi.
Table so del britanske kraljeve umetniške zbirke in so razstavljene v Škotski narodni galeriji. Te table so zapustile Škotsko veliko preden je bila cerkev sv. trojice leta 1848 porušena, da bi omogočila gradnjo železniške postaje Waverley. Prvič so z gotovostjo zapisane v Angliji v začetku 17. stoletja v zbirki danske kraljice Ane, žene kralja Jakoba VI. Mnogo kasneje, v drugi polovici 19. stoletja, so bile spet na Škotskem v palači Holyroodhouse in od leta 1931 so bili od njenega veličanstva kraljice velikodušno posojene galeriji.

## Opis
Delo je naročil Edward Bonkil, provost kolegijske kapele Svete Trojice v Edinburgu.
Zaprta krila prikazujejo vizijo Svete Trojice, ki se prikaže klečečemu donatorju, Edwardu Bonkilu. Figuri donatorja v čudovito podrobnem cerkvenem okolju nasprotuje šokantna upodobitev svete Trojice. Temni oblaki se razkrijejo, da razkrijejo vizijo Boga Očeta, ki drži drobno telo križanega Kristusa, v osupljivem prikazu umetnikove sposobnosti združevanja vsakdanje resničnosti z neizmerno duhovno intenzivnostjo.
Odprta krila prikazujejo naslednje teme:
- Sveta Trojica.
- Klerik pri molitvi, za katerega se domneva, da je tedanji provost Trinity College Kirk, Edward Bonkil, v spremstvu dveh angelov, ki igrata orgle.
- Pobožni kralj Jakob III. s starejšim sinom in kraljico Margareto Dansko v spremstvu sv. Andreja in sv. Jurija. Lev, ki je divjal na kraljevem grbu, je obrnjen proti svetim figuram na manjkajoči osrednji plošči.
- Škotska kraljica Margareta pri molitvi, ki se je je udeležil sveti Jurij. Njeni kraljevi kraki krasijo njeno govornico.

Edward Bonkil je bil član bogate edinburške trgovske družine s trgovskimi povezavami v Bruggeu. S svojimi trgovskimi dejavnostmi je imela svetovljanska družina Bonkil tesne povezave z Nizozemskimi deželami, Edward pa je bil morda celo vzgojen v Bruggeu. Njegova podobnost na tej sliki je tako prepričljiva, da se zdi verjetno, da je bila narejena kot portret in zlahka si lahko predstavljamo, da je Bonkil za umetnika sedel v Flandriji. Mogoče je dal naročiti oltarno ploščo za krepitev vezi Kolegijske cerkve Trojice z Margareto Dansko, uporabljeni posnetki pa izražajo njene interese in osebno ikonografijo.